# 박윤
박윤(朴潤, 1988년 3월 17일 ~ )은 전 KBO 리그 넥센 히어로즈의 내야수이다. 그의 아버지는 전 KBO 리그 OB 베어스의 외야수인 박종훈이다.

## 선수 시절

### SK 와이번스시절
인천고등학교를 졸업하고 2007년에 2차 5라운드 지명을 받아 입단하였다.

### 상무 야구단시절
첫 시즌이 끝난 후 입대하여 2009년에 병역을 마쳤다.

### SK 와이번스복귀
2010년에 복귀했으나 1군에 오르지 못하고 시즌 후 신고선수로 전환됐다. 2011년 6월에 1군에 처음으로 올라와 대타로 나서서 안타를 기록했다. 하지만 1군에서는 인상적인 모습을 보여주지 못했다.

### 넥센 히어로즈시절
2015년 시즌 후 SK 와이번스에 방출을 요구했고, 2015년 12월 22일에 입단하였다.
2016년 시즌 7경기에 출전해 0할대 타율, 1안타를 기록했다. 2017년 시즌 후 방출됐다.

## 야구선수 은퇴 후
방출 후 미국으로 가서 2019년부터 2021년까지 AZL 컵스의 인턴코치로 활동했다. 2022년부터 한화 이글스의 타격보조코치로 활동했다.

## 출신 학교
- 인천동막초등학교
- 상인천중학교
- 인천고등학교

## 통산 기록
| 연도 | 팀명  | 타율  | 경기 | 타수 | 득점 | 안타 | 2루타 | 3루타 | 홈런 | 루타 | 타점 | 도루 | 도실 | 볼넷 | 사구 | 삼진 | 병살 | 실책 |
| ---- | ----- | ----- | ---- | ---- | ---- | ---- | ----- | ----- | ---- | ---- | ---- | ---- | ---- | ---- | ---- | ---- | ---- | ---- |
| 2011 | SK    | 0.200 | 10   | 15   | 3    | 3    | 0     | 0     | 0    | 3    | 0    | 0    | 0    | 2    | 0    | 4    | 0    | 0    |
| 2012 | SK    | 0.176 | 7    | 17   | 0    | 3    | 1     | 0     | 0    | 4    | 2    | 0    | 0    | 0    | 0    | 3    | 0    | 0    |
| 2014 | SK    | 0.267 | 6    | 15   | 0    | 4    | 0     | 0     | 0    | 4    | 2    | 0    | 0    | 0    | 0    | 5    | 0    | 0    |
| 2015 | SK    | 0.111 | 17   | 27   | 1    | 3    | 0     | 0     | 0    | 3    | 0    | 0    | 0    | 0    | 1    | 13   | 1    | 1    |
| 2016 | 넥센  | 0.091 | 7    | 11   | 0    | 1    | 0     | 0     | 0    | 1    | 0    | 0    | 0    | 1    | 0    | 2    | 0    | 0    |
| 2017 | 넥센  | 0.313 | 9    | 16   | 2    | 5    | 1     | 0     | 0    | 6    | 0    | 0    | 0    | 2    | 0    | 4    | 0    | 0    |
| 통산 | 6시즌 | 0.188 | 56   | 101  | 6    | 19   | 2     | 0     | 0    | 21   | 4    | 0    | 0    | 5    | 1    | 31   | 1    | 1    |